# Sojus MS-23
Sojus MS-23 ist die Missionsbezeichnung des 68. Besuchs eines russischen Sojus-Raumschiffs an der Internationalen Raumstation (ISS). Es war der 175. Flug im Sojusprogramm.

## Besatzung

### Planung als bemannter Flug Sojus MS-23
Die ursprüngliche Besatzung aus drei russischen Kosmonauten wurde im Mai 2021 nominiert, sie bestand aus Oleg Dmitrijewitsch Kononenko, Nikolai Alexandrowitsch Tschub und Andrej Fedjajew. Die amerikanische Astronautin Loral O’Hara ersetzte 2022 Fedjaew als vorgesehene Besatzung an Bord MS-23 im Rahmen des Sojus-Dragon-Besatzungsaustausches, bei dem mindestens ein NASA-Astronaut beziehungsweise ein Roskosmos-Kosmonaut auf jeder der Rotationsmissionen der Besatzung bleiben. Fedjaew flog später mit dem Flug SpaceX Crew-6 im Februar 2023 zur ISS. Der Crewaustausch stellt sicher, dass beide Länder auf der Station präsent sind und ihre getrennten Systeme aufrechterhalten können, wenn entweder die Sojus oder die amerikanischen Raumschiffe für einen längeren Zeitraum am Boden bleiben.

### Als Ersatzlandefähre für die beschädigte Sojus MS-22
Nach einem Leck an der Sojus-Kapsel der Vorgängermission Sojus MS-22 entschied sich Roskosmos, den Flug Sojus MS-23 unbemannt durchzuführen. Die Startbesatzung und die Ersatzmannschaft wurden dadurch auf den Folgeflug Sojus MS-24 verschoben. Sojus MS-23 startete ohne Besatzung und sollte den Kosmonauten Prokopjew und Petelin sowie dem Astronauten Rubio als Landefähre dienen, da eine Rückkehr in der ursprünglichen Landefähre durch das defekte Kühlsystem erhebliche Risiken berge. Die Mannschaft von Sojus MS-22 sollte bis zum Start von Sojus MS-24 an Bord der ISS bleiben, die Missionsdauer verlängerte sich dadurch um einige Monate.

### Landebesatzung
- Sergei Prokopjew (2. Raumflug), Kommandant (Russland/Roskosmos)
- Dmitri Petelin (1. Raumflug), Bordingenieur (Russland/Roskosmos)
- Francisco Rubio (1. Raumflug), Bordingenieur (USA/NASA)

## Startvorbereitungen
Die Raumfähre Sojus MS-23 kam im September 2022 nach ihrer Produktion in Koroljow in Einzelteilen in Baikonur an und wurde dort verschiedenen Tests unterzogen. Der Testvorgang wurde infolge des Lecks an Sojus MS-22 beschleunigt, um einen früheren Start von Sojus MS-23 zu ermöglichen. Ende Januar 2023 erreichte die Sojus-Rettungsrakete, das Notfall-Fluchtsystem des Raumschiffs, Baikonur. Am 10. Februar 2023 wurde die Raumfähre auf ihre Trägerrakete montiert. Nach dem Leck an MS-22 gab der Direktor des bemannten Raumflugprogramms von Roskosmos an, die Sicherheit von MS-23 sei „doppelt und dreifach“ geprüft worden.

## Start
Am 11. Februar 2023 wurde ein weiteres Kühlmittel-Leck am unbemannten Fracht-Raumschiff Progress MS-21, das seit Oktober an der ISS angedockt war, entdeckt. Darauf gab Roskosmos zunächst an, den Start von Sojus MS-23 vom Februar in den März 2023 zu verschieben zu wollen, um Zeit für Untersuchungen zu gewinnen. Am Frachter Progress MS-21 wurden bei einer visuellen Kontrolle nach dem Abdocken von der Raumstation zunächst keine offensichtlichen Beschädigungen gefunden. Schließlich startete Sojus MS-23 am 24. Februar. Das Raumschiff erreichte die ISS am 26. Februar 2023, kurz vor der Ankunft von SpaceX Crew-6.

## Flugverlauf
Anfang März entluden die Astronauten an Bord der Raumstation die Fracht aus MS-23 und installierten Sitzpolster für die Astronauten aus Sojus MS-22 und dem Crew Dragon-Raumschiff in Sojus MS-23. Zwischenzeitlich war im Gespräch, den Flugdauer von den geplanten sechs Monaten zu verkürzen. Die Lecks an Progress MS-21 und Sojus MS-22 waren jeweils nach circa drei Monaten in der Erdumlaufbahn aufgetreten. Am 6. April 2023 verließ Sojus MS-23 das Koppel-Modul Poisk und dockte am Koppel-Modul Pritschal an. Dabei waren Prokopjew, Petelin und Rubio an Bord. Dadurch wurde Poisk für die Ankunft des Raumfrachters Progress MS-23 frei.
Die Abkopplung und Landung erfolgten nach sieben Monaten am 27. September 2023.